# Silchar Part-X
Silchar Part-X is een census town in het district Cachar van de Indiase staat Assam. 

## Demografie
Volgens de Indiase volkstelling van 2001 wonen er 5313 mensen in Silchar Part-X, waarvan 52% mannelijk en 48% vrouwelijk is. De plaats heeft een alfabetiseringsgraad van 66%. 